# فوازير كوابيس
فوازير كوابيس فوازير رمضانية سورية

## نبذة
فوازير «كوابيس» عرضت في شهر رمضان المبارك عام 2000حصريا على قناة art المنوعات التابعة لشبكة راديو وتلفزيون العرب، تتألف كل حلقة منها من مشهدين يتخللهما استعراض راقص، وهو عبارة عن حوار بين البطل والبطلة، وبعد ذلك يتم طرح «الحزورة» من خلال أغنية. وقدم في هذا العمل ثلاثين استعراضاً راقصاً.

## أبطال العمل
- سامر المصري
- ريتا حرب [3]